# Descarboxilación de Barton

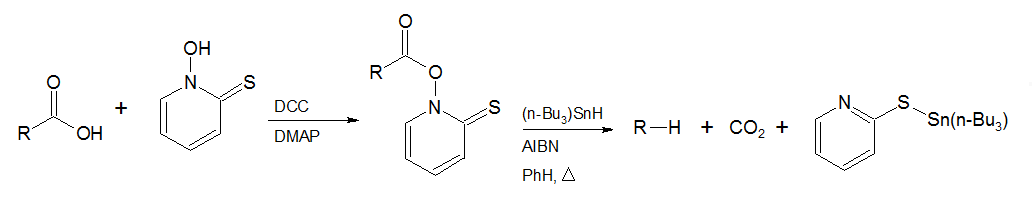
Diagrama de la descarboxilación de Barton

La Descarboxilación de Barton es una reacción orgánica en la que previamente un ácido carboxílico se convierte en una 1-aciloxipiridina (Funcionalmente es un éster hidroxámico comúnmente conocido como éster de Barton). El producto se calienta en presencia de un iniciador de radicales y un donante de hidrógeno apropiado para completar la descarboxilación reductiva del ácidos carboxílico inicial. Esta reacción permite extraer el grupo carboxilo de un ácido de tal manera que el grupo alquilo sea sustituido con otros grupos funcionales. (ver esquema 1) Esta reacción debe su nombre al químico británico y Premio Nobel Derek Barton (1918-1998).

## Mecanismo
La reacción es iniciada por la ruptura homolítica del iniciador de radicales, en este caso el 2,2'-azobisisobutironitrilo (AIBN), aplicando calor. A continuación, el hidrógeno es abstraído de hidruro de tri-n-butilestaño para obtener un radical libre de tri-n-butilestaño que ataca al átomo de azufre del éster de Barton. El enlace nitrógeno-oxígeno del éster hidroxámico es escindido para formar dióxido de carbono, el 2-piridinilsulfuro de tributilestaño y un radical libre de alquilo. El radical alquilo (R·), abstrae un átomo de hidrógeno a partir del hidruro de tri-n-butilestaño para formar el alcano reducido (HR). (Véase el esquema 2) El radical tributilestaño entra en otro ciclo de la reacción hasta que todos los ésteres de Barton se consumen. La ruptura del enlace nitrógeno-oxígeno del éster de Barton también puede ocurrir espontáneamente por calentamiento o por irradiación con luz para iniciar la reacción. También es posible enlazar funciones orgánicas al radical alquilo por el uso de otras especies formadas de la ruptura (XY + R· → RX + Y·) La reacción se produce debido a la formación del enlace estable de estaño-azufre (S-Sn) y por la aromatización del anillo de quinolina. También hay un aumento general de entropía debido a la formación de los 3 productos a partir de dos sustratos que dirige la reacción hacia la derecha.